# NGC 6630
NGC 6630 is een elliptisch sterrenstelsel in het sterrenbeeld Pauw. Het hemelobject werd op 8 juni 1836 ontdekt door de Britse astronoom John Herschel.

## Synoniemen
- ESO 103-26
- IRAS 18278-6319
- PGC 62008